# Ewa Da Cruz

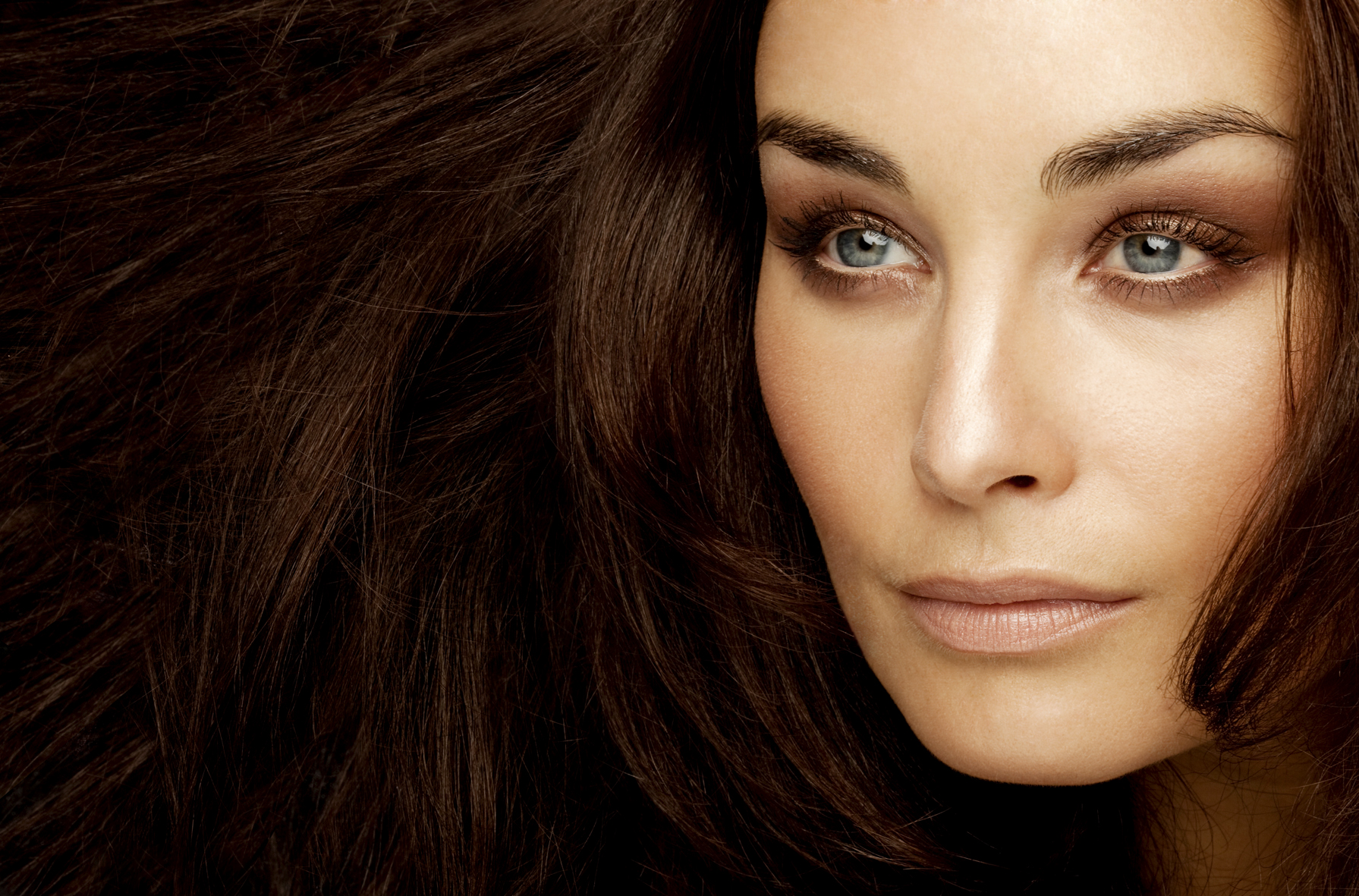
Ewa Da Cruz (2009)

Ewa Da Cruz (* 9. Juli 1976 in Tromsø als Ewa Benedicte Övre Skulstad) ist eine norwegische Schauspielerin und Model.

## Leben
Ewa Da Cruz wurde als Ewa Benedicte Övre Skulstad geboren. Sie ist Halbnorwegerin und Halbägypterin. Sie wuchs in Bergen auf und modelte bereits seit ihrem achten Lebensjahr. Sie konnte sich in Norwegen etablieren und modelte ebenfalls international, darunter auch in New York City. Sie posierte 1999 für den norwegischen Playboy nackt und wurde Playmate des Monats Mai 1999. Nach ihrem Schauspielabschluss an der The American Academy of Dramatic Arts debütierte sie 2006 auf der Leinwand in der Komödie Kettle of Fish an der Seite von Matthew Modine und Gina Gershon sowie im Drama Bella an der Seite von Eduardo Verástegui und Tammy Blanchard.

## Filmografie (Auswahl)
- 2006: Bella
- 2006: Kettle of Fish
- 2006–2010: Jung und Leidenschaftlich – Wie das Leben so spielt (As the World Turns, Daily Soap, 268 Folgen)
- 2007: Charlie
- 2008: Lipstick Jungle (Fernsehserie, Folge 2x06)
- 2008: I Think I Thought (Kurzfilm)
- 2010: Criminal Intent – Verbrechen im Visier (Law & Order: Criminal Intent, Fernsehserie, Folge 9x01)
- 2010: Damages – Im Netz der Macht (Damages, Fernsehserie, zwei Folgen)
- 2011: Dogs Lie
- 2012: Excuse Me for Living
- 2013: Kill Buljo 2
- 2014: Reya
- 2017: The Unattainable Story